# 国鉄51系電車

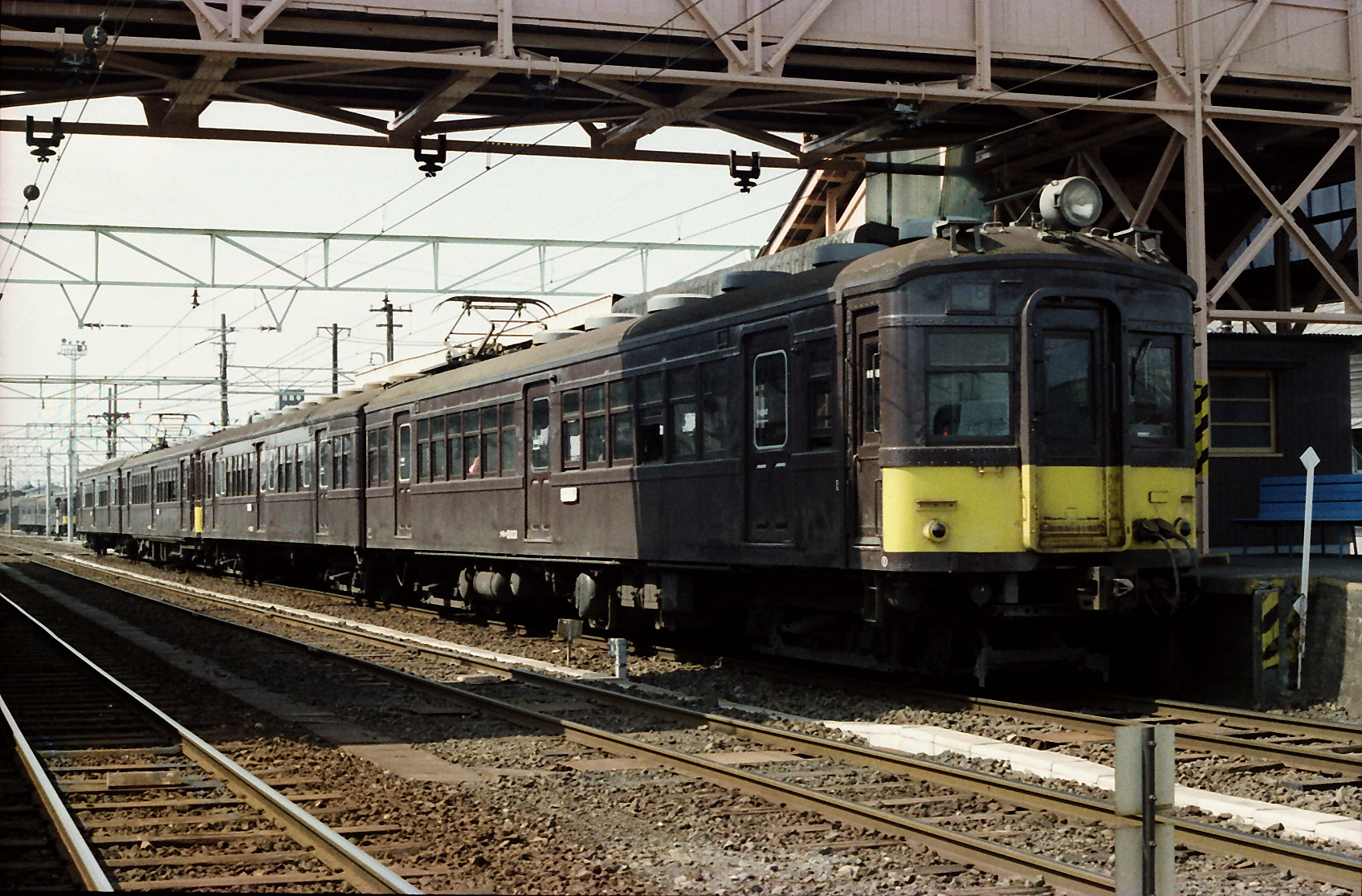
宇部線でのクモハ51形。オリジナルの51系は扉間の窓が6個ある。（宇部新川駅）

51系電車（51けいでんしゃ）は、1936年（昭和11年）から1943年（昭和18年）にかけて日本国有鉄道の前身である鉄道省が製造した3扉セミクロスシートの旧形電車を便宜的に総称したものである。当初新製されたのはモハ51形、モハ54形、モハユニ61形、クハ68形、クロハ69形の5形式100両であるが、後に40系や42系からの編入改造車を多く含むようになったため、同一形式の中で車体形状や窓配置などが異なるグループが多数存在するようになった。本項では、51系の登場から終焉まで、他形式からの改造による編入も含めて、時系列的に解説する。

## 登場
| 系列      | 電動車 | 付随車 | 扉・席配置           |
| --------- | ------ | ------ | -------------------- |
| 30系 31系 | 17m    | 17m    | 3扉ロングシート      |
| 32系      | 17m    | 20m    | 2扉クロスシート      |
| 40系      | 20m    | 20m    | 3扉ロングシート      |
| 42系      | 20m    | 20m    | 2扉クロスシート      |
| 51系      | 20m    | 20m    | 3扉 セミクロスシート |

大正末期から昭和初期にかけて、東京・大阪の都市圏内の電化工事が着々と進行することによって、省線電車の運転区間も拡大していった。近距離用の車両としては、昭和初期には17 m鋼製で3扉ロングシート車の30系・31系が登場し、1932年（昭和7年）には電動車も含めて20 mになった40系が3扉ロングシートで登場した。一方、中長距離用として、1930年（昭和5年）に2扉クロスシートの32系が横須賀線に登場、電動車のモハ32は17 mだったが、付随車は20 mで登場した。その後、1934年（昭和9年）の東海道・山陽線吹田駅 - 須磨駅間の電化開業に際し、42系が電動車も含めて20 m・2扉クロスシートで登場した。51系は、これらの形式をもとに、ラッシュ時、データイム双方で利用者に快適なサービスが提供できるよう、省電初採用の3扉セミクロスシート車として登場した。
1936年より関東地区の中央線急行へ、続いて1937年には関西地区の京阪神緩行線にも投入された。最終増備車は1943年に横須賀線へ投入されたモハユニ61形であった。

## 基本形式
車体の基本構成は、1935年に登場した半流線型の40系電車をベースとした、窓配置d1D6D6D2の3扉セミクロスシート車となっており、ロングシートの扉両側及び車端部の窓は700mm、残る扉中間部のクロスシート部分の窓は800mmとなっている。また、運転台後部の窓については、半室式運転台で登場した1936年製の車両は1位側600mm、2位側450mmであるが、全室式運転台となった1937年以降の車両は双方とも500mmとなっている。屋根上の通風器は3列で、モハユニ61形を除いて運転台は貫通式とされ、中央線に配属された車両以外は、運転台及び車両間に貫通幌が設置されている。
パンタグラフはPS11B、主電動機は100kW級のMT16、主制御器は電空カム軸制御器であるCS5をそれぞれ搭載し、歯車比は、中央線に投入された車両のみが従来車に合わせるために1:2.52としたほかは、32系・42系と同じ高速型の1:2.26で、非力だが弱め界磁時の定格回転数が比較的高い電動機を採用したことと併せて、京阪神緩行線や横須賀線における高速運転に適応させている。台車についても40系・42系と共通のTR25（DT12）を電動車に、付随車用にはTR23を使用している。
各形式の概要については以下のとおりである。

### モハ51形
モハ51形は、本系列の基幹形式で、1936年から1938年にかけて57両が製造された片運転台式の三等制御電動車である。半流線型の車体に車体後位に取り付けのパンタグラフといった外観は各年次共通であるが、戦前の鉄道車両の製造技術が質量ともに向上していた時期に製造されたことから、登場年次ごとに形態が異なっていた。1936年登場の車両は従来型のヘッドライトに布張り屋根、軽合金製の客用ドアを採用したが、1937年前期（昭和11年度予算で製造）登場の車両は砲弾型ヘッドライトに鋼板屋根を採用したほか、屋根上のランボードが2列になった。これを受けて登場した1937年後期（昭和12年度予算で製造）登場の車両は張り上げ屋根を採用、当時流行の流線型を意識したデザインとなった。1938年登場の車両は1937年後期製造車と同じ車体に、半埋め込み式のヘッドライトを採用、より一層スマートなデザインとなったが、日中戦争の拡大に伴い軽合金が軍需に転用されたことから、客用ドアは木製となった。
中央線に投入された車両は、番号が奇数・偶数にかかわらず全車高尾向きの先頭車として使用するために奇数（上り）向きとされたほか、当時の東京の省電には貫通幌がなかったため連結面が開き戸となっているなど、歯車比以外にも京阪神緩行線向けに投入された車両とは異なった部分が見受けられる。
| 区分                                                              | 摘要         | 備考・項目 |
| ----------------------------------------------------------------- | ------------ | ---------- |
| 51001-51010                                                       | 東京仕様     | 半室運転台 |
| 51011-51026                                                       | 東京仕様     | 全室運転台 |
| 51027-51057                                                       | 大阪仕様     | 全室運転台 |
| 51062, 51066-51069                                                | モハ41改造   | 40系と下記 |
| 51073                                                             | モハ42改造   | 42系       |
| 51075, 51078, 51080, 51083 - 51087                                | モハ40改造   | 40系と下記 |
| 51200-208(偶数)                                                   | クモハ43改造 | 42系と下記 |
| 注）原則当該番号の新製または当初改造の項目。 低屋根化改造はこちら |              |            |

製造の状況は、次のとおりである。
- 1935年度（東京仕様）
  - 日本車輌製造（6両） : 51001 - 51006
  - 川崎車輛（4両）: 51007 - 51010
- 1936年度（東京仕様）
  - 新潟鐵工所（3両） : 51011 - 51013
  - 日本車輌製造（3両） : 51014 - 51016
  - 汽車製造支店（5両） : 51017 - 51021
  - 日本車輌製造支店（5両） : 51022 - 51026
- 1936年度（大阪仕様）
  - 日本車輌製造（4両） : 51027 - 51030
  - 田中車輛（6両） : 51031 - 51036
  - 川崎車輛（7両） : 51037 - 51043
- 1937年度（大阪仕様）
  - 日本車輌製造（9両） : 51044 - 51052
  - 川崎車輛（3両） : 51053 - 51055
- 1938年度（大阪仕様）
  - 川崎車輛（2両） : 51056・51057

なお本形式はその後、他形式への改造、および他形式からの改造による編入も多岐にわたっている。後者により本形式（クモハ51形含む）となった車両の記述の所在は右の表を参照されたい。

### モハ54形

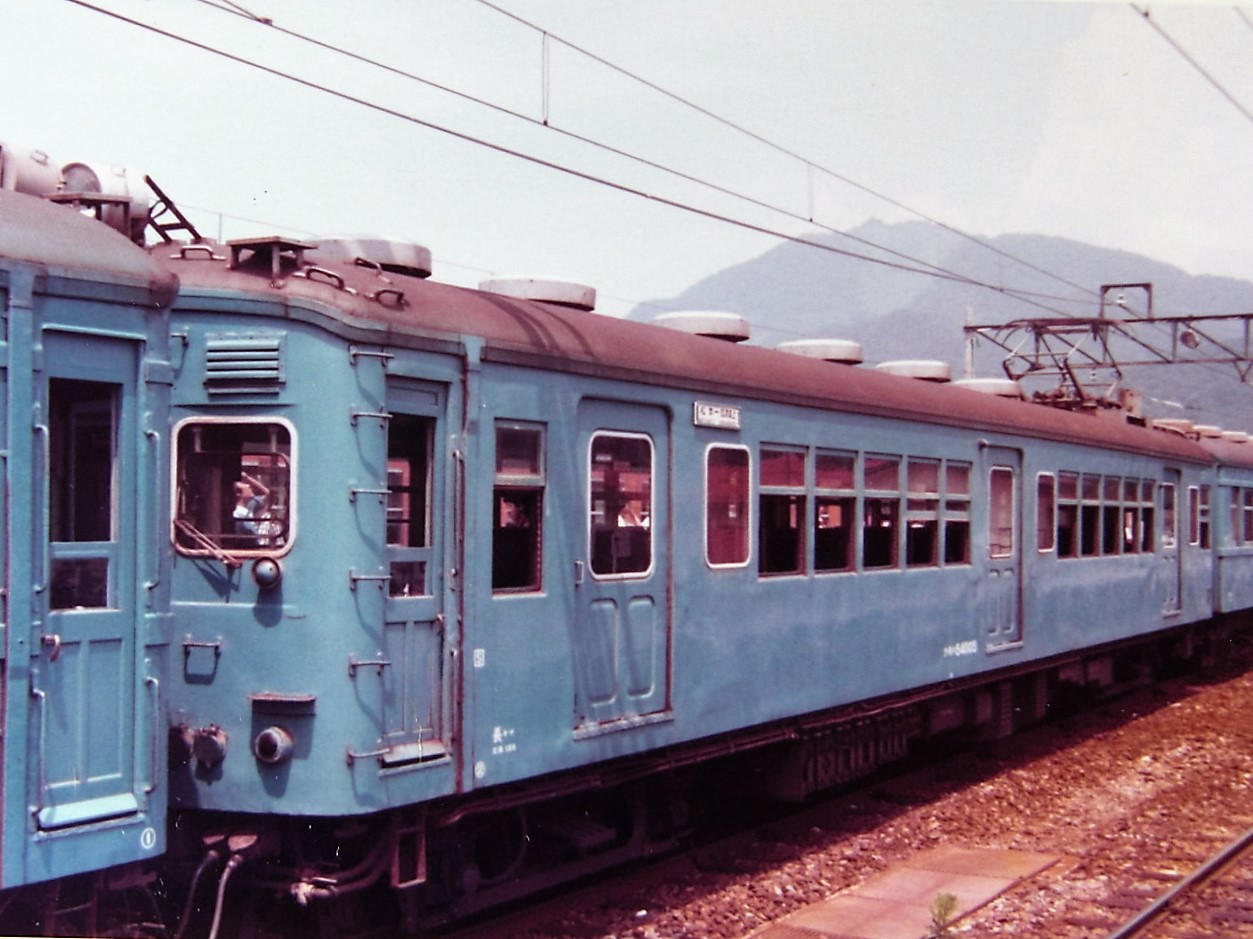
クモハ54005（オリジナルのノーシルノーヘッダー車）

モハ54形は、1937年 - 1941年に9両が製造された片運転台式の三等制御電動車で、主電動機を新設計の高出力型MT30に変更し、これに伴い歯車比も1:2.56に変更されている。1937年登場の54001・54002は、車体こそモハ51形の1937年前期登場の車両と変わらないが、高出力を生かして中間にサロハ46形改造のクロハ59形とクハ58形を組み込み、52系や半流43系に伍して急電運用に投入された。1940年登場の54003 - 54005は、1938年登場の車両のデザインを一層洗練させ、ウィンドウシル・ヘッダーを内側に納めたノーシル・ノーヘッダー、ノーリベットの美しい車体となったが、翌年登場の54006 - 54009は、戦時体制強化による物資統制のあおりを受け、木製布張り屋根に木製ドア、露出したウィンドウシル・ヘッダーなど、1936年登場の車両と変わらないデザインに後退した。
製造の状況は、次のとおりである。
- 1937年度
  - 川崎車輛（2両） : 54001・54002
- 1940年度
  - 日本車輌製造（3両） : 54003 - 54005
- 1941年度
  - 汽車製造支店（4両） : 54006 - 54009

### モハユニ61形
モハユニ61形は、1943年に横須賀線の郵便荷物車の増強用に汽車製造支店で3両(61001 - 61003)が製造された三等郵便荷物合造車である。
車体は先に登場したモハユニ44形同様、前位より運転台、荷物室、郵便室、三等客室に区分され、郵便室には幅1,200mm、荷物室には幅1,600mmの両開きの荷扱い扉をそれぞれ設け、積載量は郵便2t、荷物3tである。合造車であることから前面非貫通となっていることもモハユニ44形と同様であるが、半流線型であり窓配置もd1D（荷物）2D（郵便）11D6D2と中央部に客用扉が設けられたことから、どちらかというとクハニ67形に近い外観になっている。なお、太平洋戦争の激化に伴い物資の調達が一層困難になったことから、前述のとおり全車が未電装で就役したが、61001のみは翌年電装された。また、雨樋も簡略化されて縦管がなく、扉部分に水切りが設けられており、車内も座席半減のロングシート車で登場した。

### クハ68形
| 区分                                                                                   | 摘要                        | 項目         |
| -------------------------------------------------------------------------------------- | --------------------------- | ------------ |
| 68001-68020                                                                            | オリジナル                  | 本項目で記述 |
| 68021 - 68035, 68037                                                                   | クロハ59改造                | 42系         |
| 戦時中一旦クハ55化→戦後の再改造・付番                                                  |                             |              |
| 68001-68023 （奇数・2代目）                                                            | クハ55（元クロハ59） 改造   | 下記         |
| 68024-68034 (偶数・2代目) 68036-68058(偶数)                                            | クハ55（元クハ68） 改造     | 同上         |
| 戦後の改造車編入                                                                       |                             |              |
| 68060-68074(偶数), 68075, 68077                                                        | クハ55改造 （平妻形）       | 40系         |
| 68078-68092(偶数), 68093-68104, 68106                                                  | クハ55改造 （半流形）       | 同上         |
| 68107, 68109, 68111                                                                    | クロハ59 （サロハ46改）改造 | 下記         |
| 68200                                                                                  | クハ47改造                  | 下記         |
| 68210, 68211                                                                           | クハ47（サハ48改） 改造     | 同上         |
| 注）原則戦前および戦後にクハ68として付番された時点を基準。 便所設置改造400番台は下記。 |                             |              |

クハ68形は、1937年 - 1938年に20両が製造された三等制御車で、全車が偶数（下り）向きである。形態の変遷についてはモハ51形と同様である。
製造の状況は、次のとおりである。
- 1936年度
  - 日本車輌製造支店（3両） : 68001 - 68003
  - 日本車輌製造（5両） : 68004 - 68006・68010・68011
  - 川崎車輛（5両） : 68007 - 68009・68012・68013
- 1937年度
  - 日本車輌製造（2両） : 68014・68015
  - 川崎車輛（2両） : 68016・68017
- 1938年度
  - 日本車輌製造（3両） : 68018 - 68020

なお本形式はその後、一旦クハ55形に改造されたのち、戦後再度クハ68形に戻されたもの、また他形式からの改造による編入など多岐にわたっている。これらの車両の記述は各所にわたっているので、その所在は右の表を参照されたい。

### クロハ69形
クロハ69形は、1937年に11両が製造された二・三等合造制御車で、全車が奇数（上り）向きである。窓配置はd1D6D222D2と、二等室部分は座席配置に合わせた形の窓割りとなっている。形態はクロハ69004 - 69007が他形式の1937年後期登場の車両と同じく張り上げ屋根で登場したほかは、1937年前期登場の車両と同じ形態で製造されている。
- 1936年度
  - 日本車輌製造（3両） : 69001 - 69003
- 1937年度
  - 日本車輌製造支店（4両） : 69004 - 69007
  - 川崎車輛（4両） : 69008 - 69011

## 戦時改造
支那事変から太平洋戦争へと、戦争が長期化するにつれて鉄道も戦時体制に組み込まれていった。中でも、軍需工場で働く労働者を大量に輸送するため、乏しい資材をやり繰りして以下のような改造が実施された。

### クロハ59形をクハ68形に改造

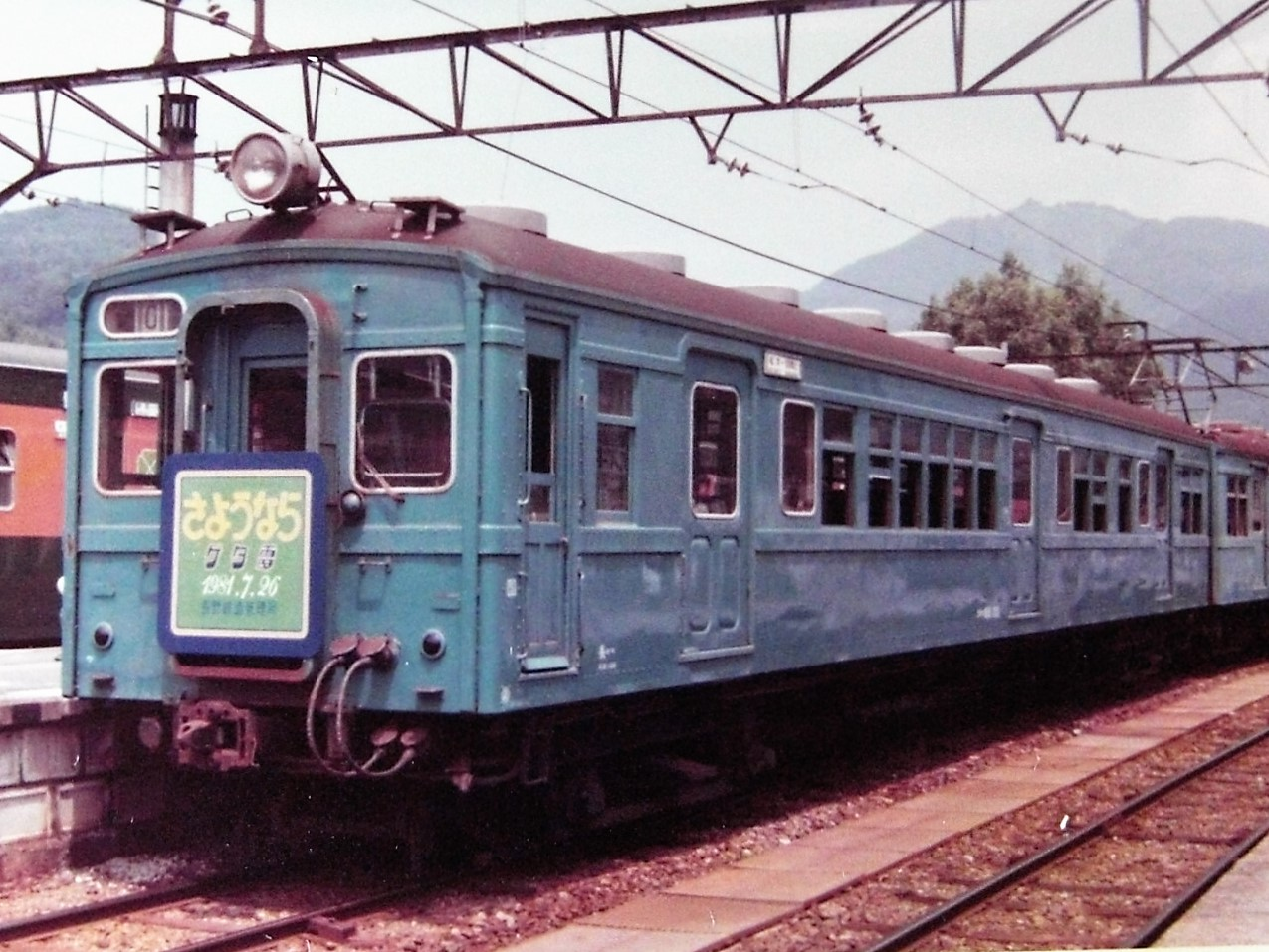
クハ68011(2代目)　クロハ59形からの改造編入車。42系からの改造編入車は全て正面が平妻である他、変則的な側面窓配置が特徴。

1938年11月、京阪神緩行線の二等車が廃止され、緩行運用のクロハ59形はそのまま二等室を三等室に格下げして使用したが、1941年3月から1942年3月までに、16両が車体中央部に扉を増設し、クハ68形に改造された。当初はオリジナルのクロハ59形全車(59001 - 59021)が対象となる計画であったが、戦争の激化により1942年度以降は3扉ロングシートのクハ55形に変更され、欠番が生じた。
68021 - 68035, 68037 ← 59001 - 59015, 59017
詳細については国鉄42系電車#クロハ59形をクハ68形に改造を参照のこと。

### モハ40形、モハ41形をモハ51形へ改造・編入
当時の大阪鉄道局では、42系を4扉化して40系電動車と台車を振り替え、4扉・低速化した42系を城東・西成線に投入、代わりに42系の台車を履いた40系電動車を京阪神緩行線に投入する計画を立てた。当初は大鉄所属のモハ40形、モハ41形全車をモハ51形に改造する予定であったが、戦局の悪化によりモハ40形からの改造は1944年および1945年施工の7両、モハ41形からの改造は1943年および1944年施工の5両が実施されたのにとどまった。このうちモハ40形からの改造車は、後位側の運転台機器と前照灯を撤去したのみで、乗務員扉などの先頭車としての造作はそのまま（後の更新修繕により乗務員室扉を埋め込んで座席を設置、窓を設けた）であった。同時に座席の撤去等も実施されたため、モハ51形は従来の「クロスシートを装備した3扉車体の片運転台式の電動車」から「3扉車体の片運転台式の高速型電動車」に性格が変化している。
番号の付番は以下のとおりであるが、未施行車が多いため欠番も多く発生している。
41002（台車振替）→51059（改番）→51062
41006（台車振替）→51063（改番）→51066
41007（台車振替）→51064（改番）→51067
41008（台車振替）→51065（改番）→51068
41009（台車振替）→51066（改番）→51069
40007（台車振替・片運転台化）→51075
40010（台車振替・片運転台化）→51078
40012（台車振替・片運転台化）→51080
40015（台車振替・片運転台化）→51083
40016（台車振替・片運転台化）→51084（戦災廃車）
40017（台車振替・片運転台化）→51085
40018（台車振替・片運転台化）→51086
40019（台車振替・片運転台化）→51087
- モハ41形からの改造車に再改番が生じているのは、計画変更により半流線型の41053 - 41055を従来車の追番（51058 - 51060）とするためである（実際は未施工）。

### モハ42形をモハ51形に改造
モハ42形のうち10両(42001 - 42010)は4扉・低速化改造を実施する計画（5両に施工したのみで中止）だったが、残る3両(42011 - 42013)は3扉、片運転台化のうえモハ51形に改造することとなった。1944年に42012が51073に改造されたが、残りは未施工に終わった。詳細については国鉄42系電車#モハ42形の改造を参照のこと。

### モハ51形をモハ41形にロングシート化のうえ編入
1943年から1944年にかけて、東京鉄道局所属のモハ51形（51001 - 51026の26両）に対し、大井工機部においてセミクロスシートのロングシート化（座席撤去）改造が実施された。その際、東京鉄道局所属のモハ51は歯車比が40系と同じことだったことから、モハ41形に編入されることとなった。なお、大阪鉄道局所属のモハ51形、モハ54形もロングシート化（座席撤去）改造を施されたが、歯車比が40系と異なることから、原番号のままとされた。
番号の新旧対照は、次のとおりである。
- 41056 ← 51001
- 41057 ← 51002
- 41058 ← 51003
- 41059 ← 51004
- 41060 ← 51005
- 41061 ← 51006
- 41062 ← 51007
- 41063 ← 51008
- 41064 ← 51009
- 41065 ← 51010

- 41066 ← 51011
- 41067 ← 51012
- 41068 ← 51013
- 41069 ← 51014
- 41070 ← 51015
- 41071 ← 51016
- 41072 ← 51017
- 41073 ← 51018
- 41074 ← 51019
- 41075 ← 51020

- 41076 ← 51021
- 41077 ← 51022
- 41078 ← 51023
- 41079 ← 51024
- 41080 ← 51025
- 41081 ← 51026

### クハ68形、クロハ69形をクハ55形にロングシート化のうえ編入
1943年から1945年にかけ、吹田工機部においてクハ68形（68001 - 68020の20両、およびクロハ59形の3扉改造車68021 - 68035, 68037の16両）、クロハ69形（69003 - 69011の9両）をロングシート化（座席撤去）してクハ55形に編入した。クハ68形については座席のロングシート化（撤去）のみを実施したが、クロハ69形については三等格下げに伴い二等室との仕切りを撤去するなどの改造を併施した。改番の経過については以下のとおり。なお、クロハ69001, 69002は東京鉄道局に転属して皇族用の予備車（実際に中央・総武緩行線で皇族の戦車学校通学に使用）とされたことから、クロハのまま存置された。
クロハ69形改造車
- 55097 ← 69003
- 55098 ← 69008
- 55099 ← 69009
- 55100 ← 69010
- 55101 ← 69011
- 55102 ← 69004
- 55103 ← 69005
- 55104 ← 69006
- 55105 ← 69007

クハ68形（原型）改造車
- 55115 ← 68001
- 55116 ← 68002
- 55117 ← 68003
- 55118 ← 68004
- 55119 ← 68005
- 55120 ← 68006
- 55121 ← 68007
- 55122 ← 68008
- 55123 ← 68009
- 55124 ← 68010

- 55125 ← 68011
- 55126 ← 68012
- 55127 ← 68013
- 55128 ← 68014
- 55129 ← 68015
- 55130 ← 68016
- 55131 ← 68017
- 55132 ← 68018
- 55133 ← 68019
- 55134 ← 68020

クハ68形（旧クロハ59形）改造車
- 55135 ← 68021
- 55136 ← 68022
- 55137 ← 68023
- 55138 ← 68024
- 55139 ← 68025
- 55140 ← 68026
- 55141 ← 68027
- 55142 ← 68028
- 55143 ← 68029
- 55144 ← 68030

- 55145 ← 68031
- 55146 ← 68032
- 55147 ← 68033
- 55148 ← 68034
- 55149 ← 68035
- 55150 ← 68037

改番はクロハ69形からクハ68形原型車、旧クロハ59形の3扉改造車の順番でクハ55形の追番で付番されているが、55106 - 55114が欠番となっているのは、その間にクロハ59形からクハ55形に直接改造された車両に当該番号を付番しているためである。また、クロハ69形の番号が入れ替わったのは、形態の同じもの同士で続き番号とし、1937年後期タイプの張り上げ屋根車を一括して後ろに回したためである。
これらの改造の結果、3扉ロングシート・片運転台の電動車のうち、モハ41形が歯車比1:2.52の車両、モハ51形が歯車比1:2.26の車両として整理された。また、制御車もクロハのまま残った69001, 69002以外はすべてクハ55形に編入されている。

## 戦災廃車
51系も11両が戦災を受けて廃車された。番号は以下のとおり（廃車時の番号で記載するが、カッコ内は51系時代の番号）。
- モハ41形・モハ51形（6両）
  - 41057(51002) → マニ72 10
  - 41071(51016) → 東芝 モハ1048
  - 41081(51026) → マニ72 7
  - 51033
  - 51034
  - 51084

- モハ54形（1両）
  - 54003

- クハ55形（4両）
  - 55124(68010) → オハ71 114 → マニ74 5
  - 55131(68017) → オハ71 12 → スユニ72 52
  - 55135(68021) → オハ71 118 → マニ74 8
  - 55142(68028) → スニ71 4 → マニ71 4 → スエ71 1

これらの車両の多くが後に戦災復旧客車のオハ70系として復籍した。また、変わったところでは、モハ41071が東芝府中工場の牽引車兼試験車として払い下げられ、「モハ1048」という番号を与えられた（「1048」は「トウシバ」の語呂合わせ）。この他にも、55137(68023), 55138(68024)の2両が、空襲による架線断線のためデッドアースを起こして全焼するなどして事故廃車となっている。
- 55137(68023) → オハ71 113 → マニ74 4 → スエ71 16
- 55138(68024) → オハ71 116 → マニ74 7

## 復元・編入改造
51系の各形式は戦時改造によってロングシート化されたほか、戦争末期には輸送力強化のため更に座席が撤去されてしまい、ついにはドアエンジンの部分しか座席が存在しない車両も登場した。終戦直後の混乱期を過ぎて復興する過程において、これらの荒廃した車両の整備、復元も徐々に進められていった（更新修繕I）。その後、1950年代になると40系改造車を含むモハ51形や旧クハ68形のクハ55形のセミクロスシートへの復元（整備）改造が実施されたほか、40系として製造され、戦時中もそのままで推移したモハ60形やクハ55形にもセミクロスシート化される車両が登場した。

### モハ41形のモハ51形への復元
戦後も京阪神緩行線及び急電に残った42系は、1950年の80系投入に伴い横須賀線に移籍し、代わりに東京鉄道局から戦災を逃れた中央線の旧モハ51形のモハ41形23両（41056, 41058 - 41070, 41072 - 41080）が京阪神緩行線に転入した。この旧モハ51形のモハ41形に対し、1951年から1952年にかけてセミクロスシートへの復元改造を実施したほか、他のモハ51形と性能を合わせるために歯車比の変更（1:2.52→1:2.26）を行い、旧番号（51001, 51003 - 51015, 51017 - 51025）に復帰した。

### モハ51形、モハ54形、クハ55形（旧クハ68形、旧クロハ69形）の復元
上記の改造と同時期に、京阪神緩行線でいったんロングシート車として整備されていたモハ51形、モハ54形とクハ55形（旧クハ68形、旧クロハ69形）について、3扉セミクロスシートへの復元改造が実施された。この改造は旧モハ40形、モハ41形のモハ51形、旧クロハ59形の旧クハ68形に対しても行われた。
これらの過程で城東・西成線や片町線で運用されていた51系出自の各形式が、京阪神緩行線に転入してセミクロスシートへ復元されている。

### モハ60形、クハ55形のセミクロスシート化
上記のセミクロスシートへの復元改造と同じくして、もともと3扉ロングシート車として製造されたモハ60形、クハ55形のうち京阪神緩行線で運用されていたモハ60形21両、クハ55形31両に対してもセミクロスシート化が実施された。
この段階では、セミクロスシート化の改造（復元）を受けた車両の改番を実施しなかったことから、モハ60形やクハ55形の中にロングシート車とセミクロスシート車が混在することになった。

### クロハ69形の復元
京阪神緩行線の二等車は、連合軍用の「白帯車」の流れを受けて、1951年11月から旧白帯室部分を仮整備した形で運行されていた。この仮クロハを整備して2等利用者に良質のサービスを提供するため、1952年から1953年にかけて、東鉄に転属していた69001, 69002を呼び戻すとともに、旧クロハ69形の55097 - 55105に対して、クロハ69形への復元改造を69001, 69002の整備と併せて実施した。工事内容は、単なる復元の枠を超えて、ローズグレー塗りつぶしの車内やエンジ色のモケット地、一部の車両（69007, 69009）での蛍光灯の採用など、当時の花形であった特別二等車（特ロ）に近づけた意欲的なものとなっており、担当者が「電車の特ロ」と自負するものであった（但し本家の「特ロ」とは異なりリクライニングシートではない）。改番は以下のとおりであるが、クハ55形時代の番号順のままクロハ69形に改番されたために、張り上げ屋根車が一括して後ろに回されており、戦前と同一の車番に復帰したのは1両（69003）のみである。また、一部は全室三等車への整備を1953年の車両形式称号規程改正前に施行されていたため、その際に一旦クハ68形に編入されており、その後に改めてクロハ69形への復元整備を施行、改番された。55102については68111への改番が予定されていたが、工場入場中であったため、クハ68形への改番を経ることなく69008となった。
- 69003[II] ← 55097 ← 69003
- 69004[II] ← 55098 ← 69008
- 69005[II] ← 55099 ← 69009
- 69006[II] ← 68107 ← 55100[II] ← 69010
- 69007[II] ← 68109 ← 55101[II] ← 69011

- 69008[II] ← (68111) ← 55102[II] ← 69004
- 69009[II] ← 68113 ← 55103[II] ← 69005
- 69010[II] ← 55104[II] ← 69006
- 69011[II] ← 55105[II] ← 69007

本節の趣旨とはやや外れるが、クハ55097は1952年3月1日に明石電車区内で焼失したが、1953年5月28日に吹田工場で、前面部分を残して車体を新製のうえ復旧、同時に二等室を整備してクロハ69003となった。その際、車体は全溶接で製作され、屋根上の通風器はガーランド形1列の異端車となったが、後の更新修繕IIにより他車とほとんど変わらない外観となった。

### モハユニ61形、クハニ67形をクハユニ56形へ改造
飯田線の社形木造三等荷物郵便合造車取り替えのため、1951年から1952年にかけて豊川分工場でクハニ67形の荷物室後部に郵便室（荷重1t）を設置するとともに客室部分をセミクロスシート化のうえ便所を設ける改造を実施した。同時に、モハユニ61形のうち未電装のままで残っていた2両に対しても、セミクロスシート化のうえ便所を設ける改造を実施した。番号の新旧対照は以下のとおりである。
- 56001 ← 67001
- 56002 ← 67003
- 56003 ← 67004
- 56004 ← 67005

- 56011 ← 61002
- 56012 ← 61003

外観的には改造前とほとんど変化はなく、種車の特徴をそのまま残している。最初に改造された56001は、改造の際に前位側客用扉の幅を狭めたが、更新修繕II施工の際に他車に合わせられた。なお、同車はクハニ67形改造車のうち、唯一の1936年度製で、窓の上下にウィンドウシル・ヘッダーがある。唯一残った61001は、1951年に内装が整備されてセミクロスシート化された。

## 1953年車両形式称号規程改正に伴う変更
51系では、前述のモハ60形、クハ55形のセミクロスシート改造車をモハ54形、クハ68形の両形式に編入したため、これらの形式に大きな動きがあった。下記のようにセミクロス改造・復元の実態に応じて改番した結果、モハ54形、クハ68形の両形式はオリジナルの車両より編入された車両の方が多くなった。

### モハ60形をモハ54形に編入

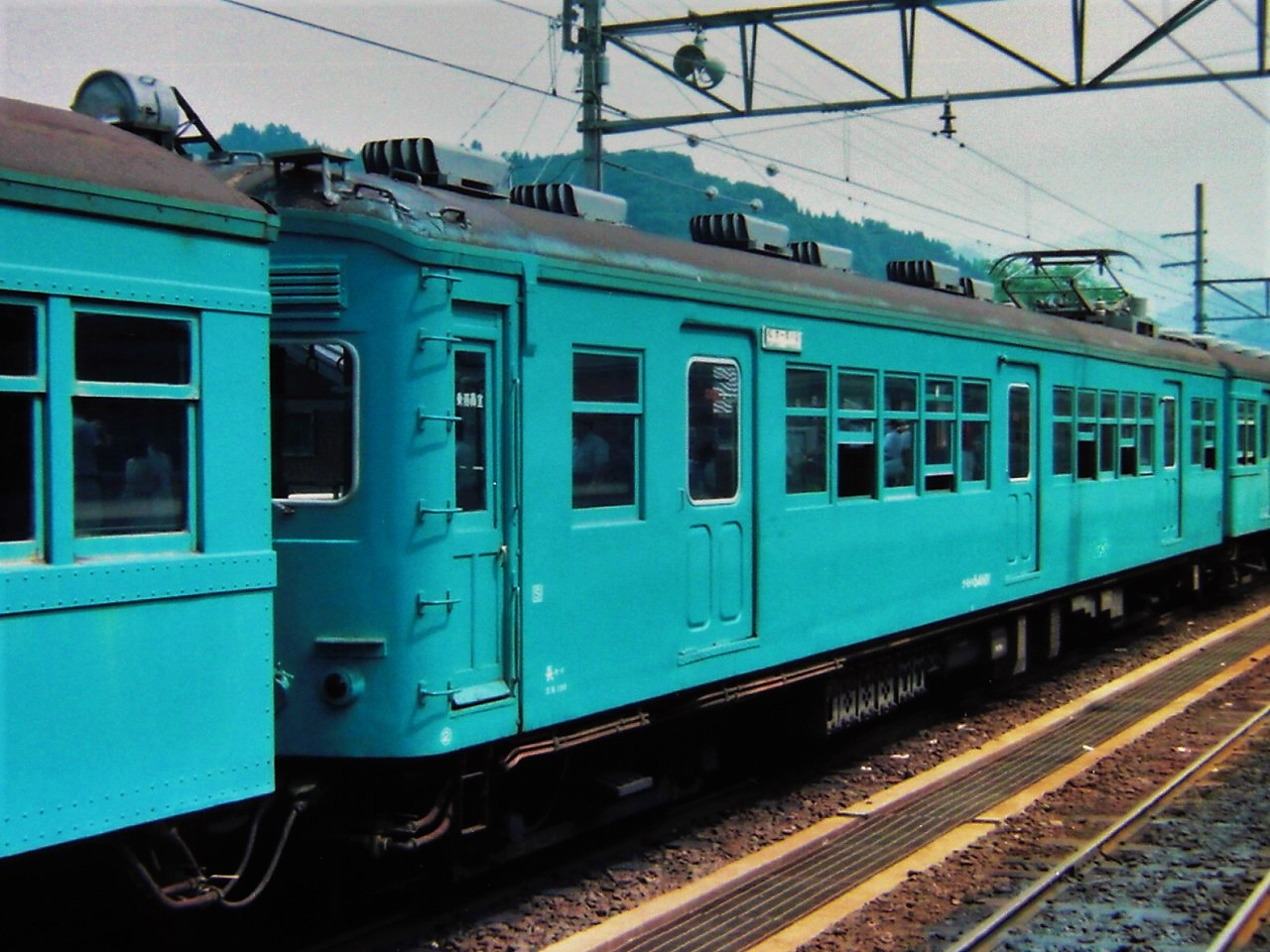
クモハ54101 仙石線在籍時に押込式ベンチレーターに改造されている。ノーシル・ノーヘッダーの外見が特徴

クロスシート化された21両がモハ54形（100番台）に編入された。番号の新旧対照は、次のとおりである。
- 54101 ← 60026
- 54103 ← 60027
- 54104 ← 60032
- 54105 ← 60029
- 54106 ← 60034
- 54107 ← 60031
- 54108 ← 60036

- 54109 ← 60033
- 54110 ← 60038
- 54111 ← 60035
- 54112 ← 60040
- 54113 ← 60037
- 54117 ← 60090
- 54119 ← 60091

- 54121 ← 60092
- 54123 ← 60093
- 54125 ← 60094
- 54127 ← 60095
- 54129 ← 60102
- 54131 ← 60104
- 54133 ← 60105

### 旧クハ68形のクハ55形をクハ68形に変更
このグループは、戦災廃車となった6両を除く30両が、クハ68形（2代）に編入された。この変更で、旧クロハ59形が68001 - 、旧クハ68形（オリジナル）が68024 - と、戦前の付番とは逆にされるとともに、運転台の向きに応じて偶数奇数に区分して付番された。参考として、クハ55形改造以前の経歴についても再掲する。旧クロハ69形のクハ68形への編入は、「#クロハ69形の復元」を参照。
旧クロハ59形
- 68001[II] ← 55136 ← 68022 ← 59002
- 68003[II] ← 55139 ← 68025 ← 59005
- 68005[II] ← 55140 ← 68026 ← 59006
- 68007[II] ← 55142 ← 68028 ← 59008
- 68009[II] ← 55143 ← 68029 ← 59009
- 68011[II] ← 55144 ← 68030 ← 59010
- 68013[II] ← 55145 ← 68031 ← 59011
- 68015[II] ← 55146 ← 68032 ← 59012
- 68017[II] ← 55147 ← 68033 ← 59013
- 68019[II] ← 55148 ← 68034 ← 59014
- 68021[II] ← 55149 ← 68035 ← 59015
- 68023[II] ← 55150 ← 68037 ← 59017

旧クハ68形（オリジナル）
- 68024[II] ← 55115 ← 68001
- 68026[II] ← 55116 ← 68002
- 68028[II] ← 55117 ← 68003
- 68030[II] ← 55118 ← 68004
- 68032[II] ← 55119 ← 68005
- 68034[II] ← 55120 ← 68006
- 68036 ← 55121 ← 68007
- 68038 ← 55122 ← 68008
- 68040 ← 55123 ← 68009
- 68042 ← 55125 ← 68011

- 68044 ← 55126 ← 68012
- 68046 ← 55127 ← 68013
- 68048 ← 55128 ← 68014
- 68050 ← 55129 ← 68015
- 68052 ← 55130 ← 68016
- 68054 ← 55132 ← 68018
- 68056 ← 55133 ← 68019
- 68058 ← 55134 ← 68020

### クハ55形をクハ68形に編入

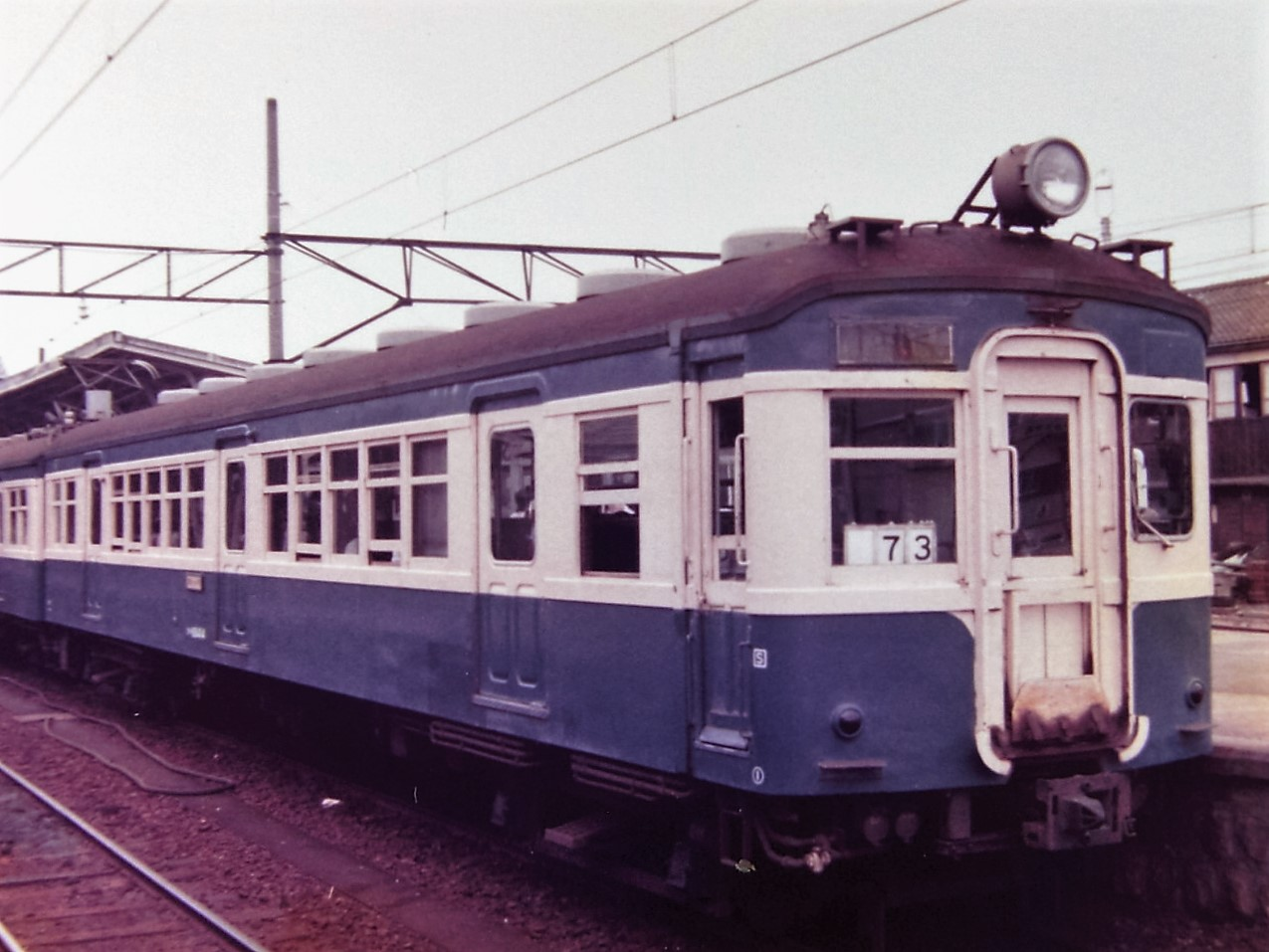
クハ68414　元クハ55形。40系からの改造編入車は扉間の窓が5個であることにより区別できる。また、オリジナル51系には存在しない正面平妻車も存在する。

オリジナルのクハ55形からは31両がクハ68形に編入された。（国鉄40系電車#モハ60形、クハ55形のセミクロスシート化およびクロスシート化改造車の整理も参照）。この中には、平妻・半流型、ノーシル・ノーヘッダー車など、あらゆる形態のものが含まれる。番号の新旧対照は次のとおりである。
- 68060 - 68074（偶数） ← 55013 - 55017, 55020, 55021, 55023（平妻）
- 68075, 68077  ← 55024, 55027（平妻）
- 68078 - 68092（偶数） ← 55039, 55042, 55061, 55063, 55064, 55067, 55068, 55074（半流）
- 68093 - 68104, 68106  ← 55075 - 55080, 55087, 55082, 55089, 55084, 55091, 55086, 55092（半流）

### モハユニ61形をモハユニ44形100番台に編入
1両だけ残存した61001を、同じ三等荷物郵便合造車のモハユニ44形に編入、44100に改番した。このときにパンタグラフを前位に移設している。またこれと前後して北松本電車区に転属、大糸線で運行されるようになった。

## 更新修繕IIとその他の改造（ - 1958年）
1950年代に入り戦後の混乱も一段落すると、桜木町事故以降列車火災防止のためにとられた対策を取り入れ、再び更新修繕（更新修繕II）が実施されることになった。施工された工場や時期によって内容が異なるが、主要な工事内容を以下に列挙する。
- ベンチレーターの取り替え（ガーランド型ベンチレーター→グローブ型ベンチレーター）
- 絶縁強化のため、張り上げ式の鋼板屋根を一般の木製屋根とし、雨樋位置を低い位置に統一
- 旅客用ドアを鋼板プレスドアに取り替え
- 内装の木部の取り替え
- 前面運行番号窓の拡大（2桁→3桁）
- 側面幕板の行先表示窓を埋め込み

この更新修繕により、張り上げ屋根や通風器の数といった原型のバラエティは、ほとんど失われ、画一的な外観となった。これらの工事メニュー全部をすべての車両に対して実施したわけではなく、初期には張り上げ屋根のままグローブ型ベンチレーターを取り付けた車両や、ガーランド型ベンチレーターのまま残った車両もあった。また、施工時期によって細部の仕様変更が行なわれたことから、細部のバラエティはより一層豊富なものとなった。
また、飯田線での落石への衝突事故対策のため採用された照度強化型の250W前照灯は、好成績であったことから電車全使用線区に波及し、本系列にも装備された。この際、砲弾型・埋め込み式のものは通常型になったが、一部に埋め込み式のまま残ったものがある。
その他の改造については以下のとおり。

### 51073の3扉改造（更新修繕）
1950年に阪和線に転属した51073は、転入後しばらくの間もモハ42形そのままの姿で使用されていた。これを1953年の更新修繕で3扉セミクロスシート化するとともに、後部運転台跡を整形して乗務員扉部分に550mm幅の窓を設けた。これによって窓配置もd1D25D42D11となっている。また、同時にモーターもモハ54形と同じMT30に換装し、出力強化を図っている。更新修繕以前は2扉のモハ51形という異端車だった51073であるが、更新修繕後は3扉化されたもののモーターの出力はモハ54形並みに向上したため、従来とは違った形でモハ51形中の異端車となった。

### モハ54形100番台の歯車比変更
モハ54形のうち、モハ60形から編入された100番台は、セミクロスシート化されたものの歯車比も1:2.87とモハ60形のままであった。このままでは高速運転時に主電動機に過負荷がかかることから、1954年の更新修繕時にモハ54形原型車と同じ1:2.56に変更し、同じく高速向けの歯車比を持つモハ51形やモハ70形と足並みを揃えた。

### クハ55形（旧サロハ46形改造のクロハ59形）のクハ68形への改造
旧サロハ46形改造のクロハ59形は、二等室部分がクロハ59形原型車より広かったことから、前述のように急行編成に組み込まれていたため、クハ55への格下げ改造が1943年と遅かった。このうち4扉改造された59022（55106を経て、85026 → 79056に改番）を除く59023 - 59025は、クハ68形への改造を経ることなく55107 - 55109に改造された。このグループはクロハ59形から直接クハ55形に改造されたグループ（55110 - 55114、そのうち55114は戦災廃車）とともに京阪神緩行線所属のクハ55形のセミクロスシート化改造の対象外となったが、京阪神緩行線のセミクロスシート車増強のため、1954年から1955年にかけてセミクロスシート化改造を受けてクハ68形に編入された。改番は以下のとおり。
- 68107[II] ← 55107 ← 59023 ← 46015 ← 46101
- 68109[II] ← 55108 ← 59024 ← 46016 ← 46102
- 68111 ← 55109 ← 59025 ← 46017 ← 46103

旧クロハ59形改造の68001 - 68023の窓配置がd1D25D311D2であるのに対し、こちらはd1D231D42D2と異なるほか、運転台も前者が半室式運転台であるのに対し、こちらは全室式運転台である。

### 51078のモヤ4700形への改造
1958年に51078を豊川分工場で架線試験車モヤ4700に改造した。車体及び台車は新製されていたため、種車の部品が使われていたのは一部の電気機器だけである。翌年の車両称号規定改正でクモヤ93000に改番され、1960年に最高速度175km/hの当時の狭軌世界最高速度記録を達成したことで有名である。なお、種車の51078は41010からの改造であるが、戦争中の混乱のため、実車はモハ40形のトップナンバーである40001が振り代わっているという説がある。

## 1959年車両称号規程改正と通勤向けの改造（ - 1963年）
この改正により運転台つきの電動車は、制御電動車（記号：クモ）となったため、モハ51形がクモハ51形に、モハ54形がクモハ54形に改称された。また、従来形式は数字のみで表していたが、今回の改正からは形式記号と数字をあわせて形式とすることとされた（例：形式69→形式クロハ69）。
また、この時期から激化する通勤輸送に対応するための改造が実施された。

### クロハ69形の格下げ改造
二等復元後、京阪神緩行線の花形として活躍していたクロハ69形であるが、1961年に快速へのサロ85形の連結が開始された後は、その存在価値は低下していった。1962年10月には京阪神緩行線のクロハ連結が混雑緩和を理由に廃止されたため、翌年にかけて一等室、二等室（1960年から二等級制に変更）の仕切りを撤去のうえロングシート化、クハ55形（クハ55151 - 55171（奇数のみ））に格下げ改造を実施した。施工は55104(55151)は吹田工場、残りは幡生工場である。番号の新旧対照は次のとおりである。
- クハ55151 ← クハ55104[III] ← クロハ69010[II] ← クハ55104[II] ← クロハ69006
- クハ55153 ← クロハ69001
- クハ55155 ← クロハ69002
- クハ55157 ← クロハ69003[II] ← クハ55097 ← クロハ69003
- クハ55159 ← クロハ69008[II] ← クハ55102[II] ← クロハ69004
- クハ55161 ← クロハ69009[II] ← クハ68113 ← クハ55103[II] ← クロハ69005
- クハ55163 ← クロハ69011[II] ← クハ55105[II] ← クロハ69007
- クハ55165 ← クロハ69004[II] ← クハ55098 ← クロハ69008
- クハ55167 ← クロハ69005[II] ← クハ55099 ← クロハ69009
- クハ55169 ← クロハ69006[II] ← クハ68107 ← クハ55100[II] ← クロハ69010
- クハ55171 ← クロハ69007[II] ← クハ68109 ← クハ55101[II] ← クロハ69011

クロハ69010のみが戦時中のクハ55時代の旧番を経ているのは、この車のみが1961年に事故復旧工事の際に格下げ改造を先行して施工されたためである。また、クロハ69004 - 69007の改番があとになったため、結果としてクハ55151を除くとクロハ69形新製時の番号順となっている。

### 横須賀線2扉車の扉増設改造

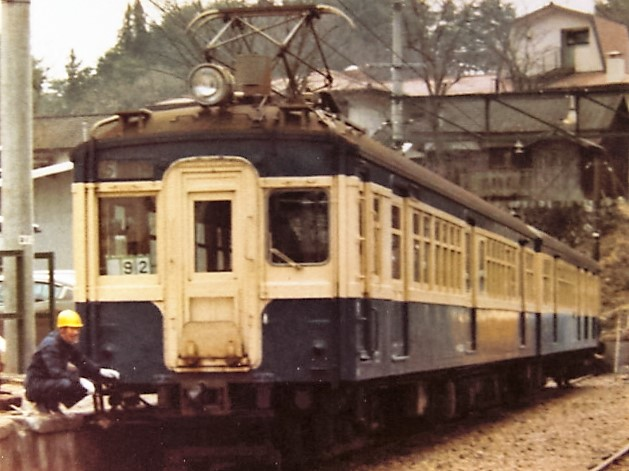
クモハ51200　42系クモハ43形に中扉増設改造を実施し51形に編入した車両で、やはり側面窓配置が複雑。

1963年から1964年にかけて、横須賀線に残る2扉のクモハ43形、クモハ53形（42系）、クハ47形（32系）、サハ48形（52系）に対し、激化した通勤輸送に対応し、3扉の70系と混結した際の乗車位置を揃え、整列乗車を乱さないようにするため、大船工場で車体中央部に客用扉を増設し、3扉に改造する工事が実施された。改造後は、クモハ43形がクモハ51形（200番台）に、クハ47形がクハ68形（200番台、210番台）に改められたほか、クモハ53形とサハ48形は、それぞれクモハ50形、サハ58形と新形式を与えられた。このうちクハ47002のみは飯田線で使用されていた車だが、改造時期、新潟地区への転出時期ともに横須賀線所属の他車とほぼ同じである。改番の状況は次のとおりである。
- クモハ50000 ← クモハ53002
- クモハ50002 ← クモハ53003
- クモハ50004 ← クモハ53004
- クモハ50006 ← クモハ53005
- クモハ50008 ← クモハ53006

- クモハ51200 ← クモハ43002
- クモハ51202 ← クモハ43008
- クモハ51204 ← クモハ43014
- クモハ51206 ← クモハ43024
- クモハ51208 ← クモハ43032

- クハ68200 ← クハ47002
- クハ68210 ← クハ47072
- クハ68211 ← クハ47073

- サハ58000 ← サハ48029
- サハ58010 ← サハ48032
- サハ58011 ← サハ48033
- サハ58020 ← サハ48030
- サハ58021 ← サハ48031
- サハ58050 ← サハ48035

このうちクハ68形200番台はクハ47形原型車、クハ68形210番台はサハ48形改造車からの改造車である。サハ58が両数の割に番台区分が細かいのは種車がそれぞれ異なる（0番台 ← 狭窓流電編成のサハ48形、10番台 ← 半流43系編成のサハ48形、20番台 ← 広窓流電編成のサハ48形、50番台 ← 広窓流電編成の旧サロハ66形改造のサハ48形）ためであり、サハ58050は更新修繕時に張り上げ屋根を残した姿のままで登場している（後年、雨樋を他車と同じ高さに改造されたが、他車が木製であったのに対し鋼製であった）。また、クモハ50形の登場によって同じ42系改造車で出力強化型のクモハ51073をクモハ50に編入してもおかしくはなく、クモハ50051と改番する計画もあったようだが、結局改番はなされないままクモハ51830に改造された。本グループの側面窓配置は、中央部に新設された扉の後部にHゴム支持の独立した戸袋窓を設けた前後非対称とされ、クモハ51073とは異なっている（例えば、クモハ50形・クモハ51形200番台は、d1D24D142D2）。
なお、クモハ50006は、出場直後の1963年11月9日に発生した鶴見事故に巻き込まれ、車体は原型をとどめないまでに大破、廃車された。

### 更新修繕の仕様増加
この頃から、雨水の流入による腐食防止のため、運転台窓や戸袋窓部分にHゴムを多用する事例が見受けられるようになり、中でも、吹田工場施工車では、運転台の窓をHゴム化した際に貫通扉の横に半球形の通風器を取り付け、Hゴム化して小型化した運転台窓とともに特徴的な前面を形作ることになった。また、半球形通風器を取り付けた車両では、その多くが運転台窓上部のルーバーを埋めたが、一部にはそのままの車両も存在した。

### クモハ51形を交直流試験車493系に改造
1961年に盛岡工場においてクモハ51085, 51086の2両をそれぞれ交直流試験車のクモヤ492-1（電源車）,クモヤ493-1（電動車）に改造した。台車は空気ばねの試作台車（前者が日立製DT91、後者が近車製DT92）を履き、車体についてはクモハ492-1のパンタグラフの周辺部分は低屋根化され、高圧機器が設けられ、ヘッドライトは半埋め込み式となったが、その他の部分は種車のままで、内装も低屋根部分にファンデリアを設けた以外はそのままだった。モーター、制御装置は直流、交流50,60Hzの3電気区間すべてに入線できるよう、交流整流子電動機（前者がMT959、後者がMT960）を永久直列にて抵抗制御で使用し、直流区間では強め界磁、交流区間ではタップ制御を加えて駆動するようになっていた。界磁巻線は2つ用意されており、直流区間ではこれを直列接続することで200%強め界磁として起動、速度が上昇したところで1つの界磁巻線を切り離し、100%界磁とした。また、交流区間で抵抗制御と併用されるタップ制御は2段のみである。これらは電動機の直並列制御に代わるものとして採用されていた。さらに、発電制動時は界磁巻線の1つを他励とすることで、発電制動の安定性を向上させていた。動力伝達方式は、可撓吊り掛け式。その後1964年3月架線試験車に改造され、両車とも完全に低屋根化されてクモヤ493-1に架線観測用のドーム型の観測室、テレビカメラや照明装置が設けられたほか、車体もドアや窓が埋められるなど、外観は大きく変貌した。

## 地方への転出（1960年 - ）
京阪神緩行線の主力として使用されていた51系であるが、1960年代に入ると輸送力増強や新規電化区間開業に伴う京阪神緩行線への72系転入や103系新製配置に伴い、徐々に地方路線に転出していった。また、横須賀線や阪和線に配属されていた車両も、それぞれの線区の車両置き換えに伴い地方路線に転出した。地方路線への転出に際し、使用線区の状況に対応した低屋根化や便所設置などの改造が実施されたほか、勾配や短駅間距離に対応するため、静岡鉄道管理局配置車を中心に、歯車を40系と同じ低速型に交換している。
転用線区としては、仙台鉄道管理局管内の仙石線、静岡鉄道管理局管内の身延線、飯田線、長野鉄道管理局管内の大糸線、岡山鉄道管理局管内の宇野線、赤穂線、福塩線、広島鉄道管理局管内の宇部線、小野田線など、戦時中の私鉄買収路線がほとんどである。これらの他、クハ68形の一部は70系の制御車として、信越本線（新潟地区）・上越線、信越本線（長野地区）、中央西線といった地方幹線でも使用されている。

### クモハユニ44100をクモハユニ64000へ改造

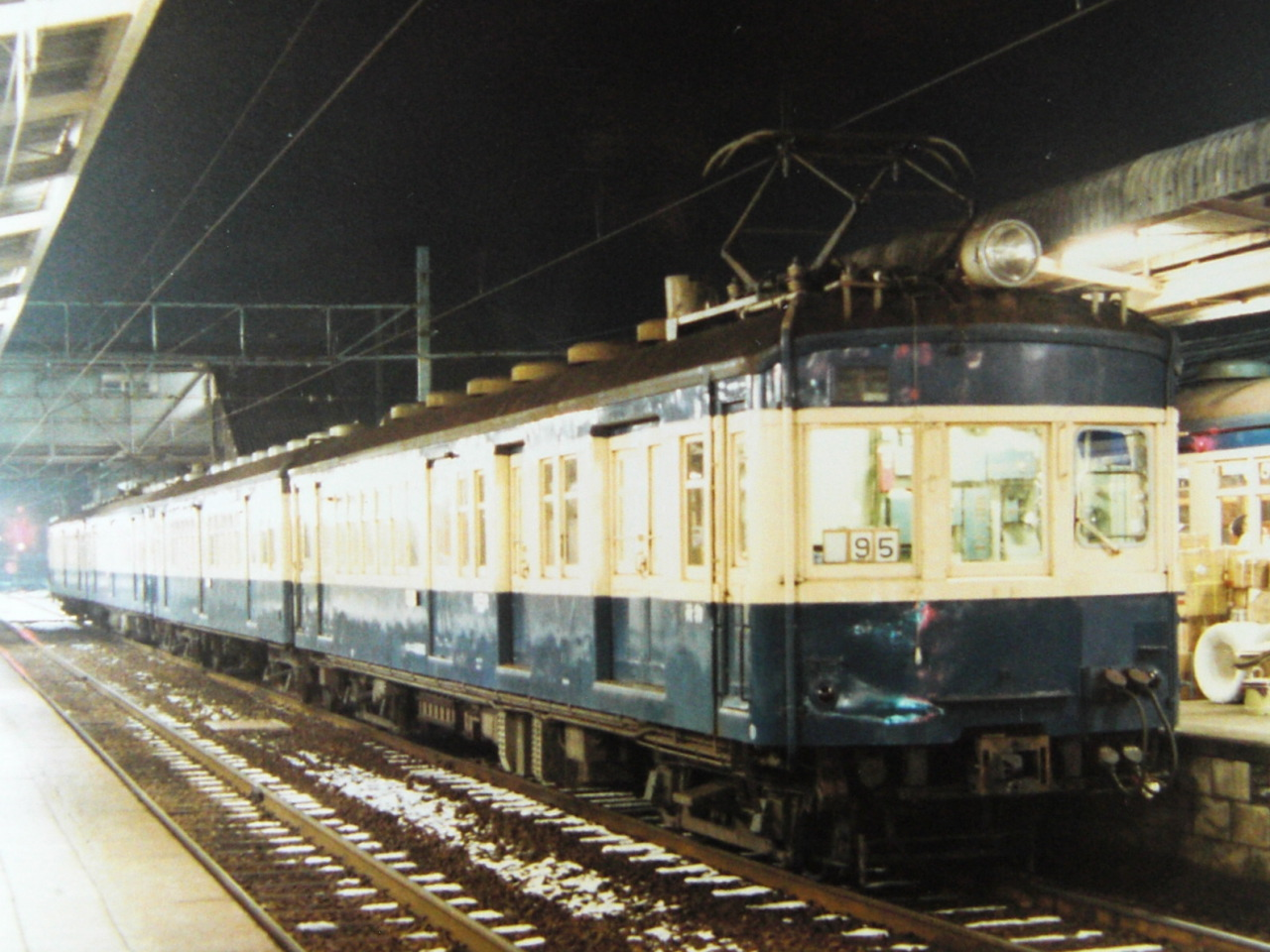
元モハユニ61形のクモハユニ64形を先頭とする51系のみで編成された飯田線電車。2両目以降は40系からの改造編入車を含む

1961年に、大糸線で使用していたクモハユニ44100の後位に平妻の非貫通運転台増設改造を実施して、クモハユニ64形（クモハユニ64000）に形式と番号を変更した。この際連結器も密着連結器から自動連結器に取り替えられたことから、営業運転には就かずに貨車の牽引や荷物電車としての運行など、私鉄の電動貨車に近い使われ方をされた。その後、1969年の赤穂線電化開業に伴い岡山電車区に転出、吹田工場で客室部分のロングシート化と後位側運転台の貫通化改造を実施して営業運転に復帰した。1977年には静岡運転所に転属、牽引車代用として使用されたが、翌1978年には伊那松島運輸区に再転属して営業運転に復帰。1981年の浜松工場での全検（9月18日出場）の際にぶどう色から横須賀色に塗り替えられ、旧型国電最後のメンバーの一員として1983年の引退まで活躍した。
なお、クモ（運転台付き動力車）ハ（普通車）ユ（郵便車）ニ（荷物車）という記号は、国鉄でもっとも長かったものの一つである。

### 低屋根化改造

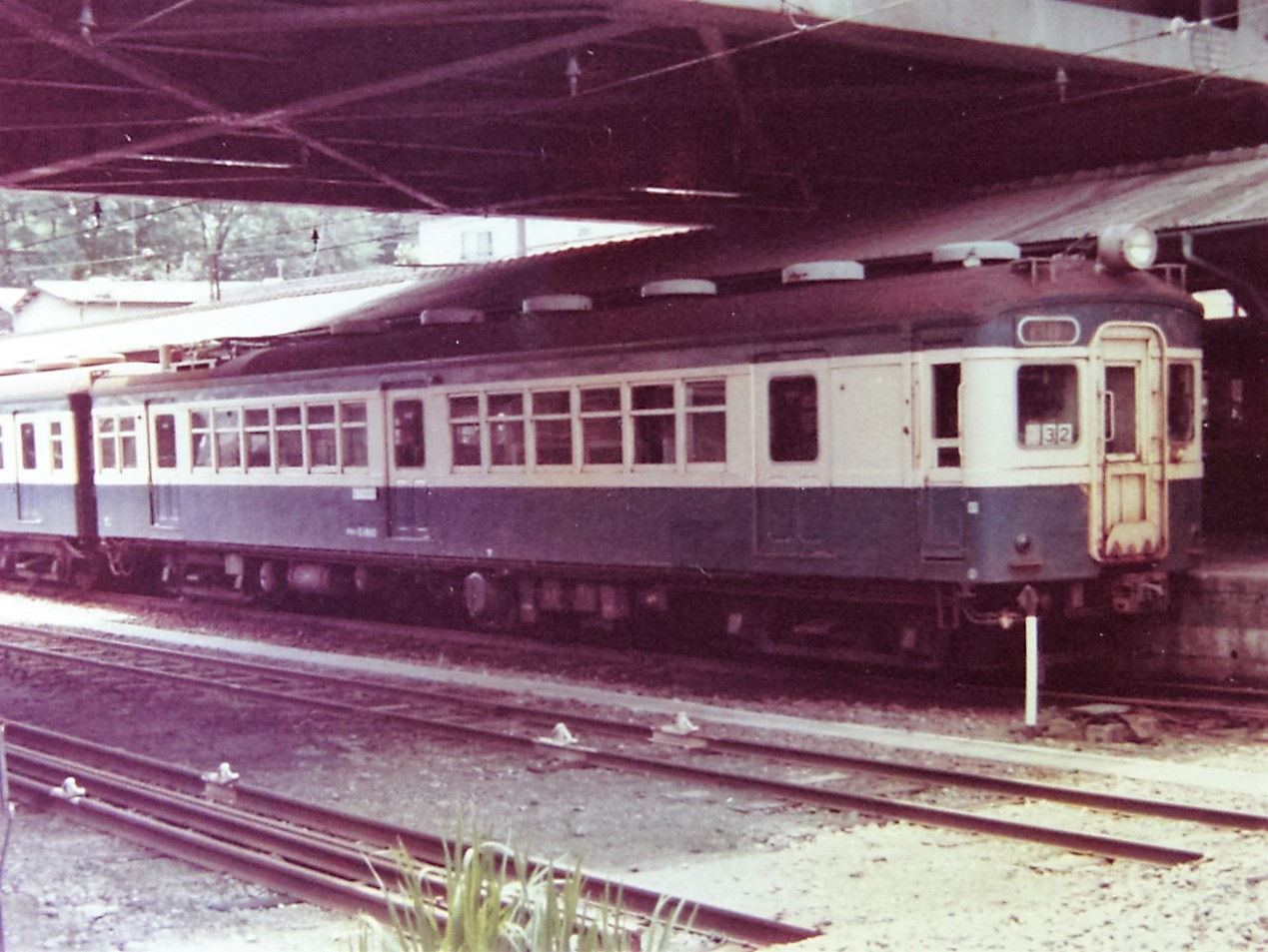
クモハ51810　オリジナルのクモハ51形を身延線向けにパンタ部低屋根改造した車両。51810は助士席直後の客用窓が閉鎖された異端車。

1966年および1967年、ならびに1970年の2次にわたり、車体長17m級のクモハ14形置換えのため身延線に転出したクモハ51形に対し、狭小限界トンネル通過の際の絶縁距離を確保するため、浜松工場でパンタグラフ取付け部分の屋根高さを低くする改造を行なったもので、改造後は800番台に改番された。前位にパンタグラフがあった42系からの編入車については、改造の際に後位へ移設したうえで低屋根化を実施している。種車は上り（奇数）向き、下り（偶数）向きいずれもが存在したが、身延線を管轄する静岡鉄道管理局の方針により、同線の制御電動車は下り向きに統一されていたため、入線にあたって上り向き車はすべて下り向きに方向転換された。そのため、本グループは全車が偶数番号を付されている。改番は以下のとおり。
- 第1次改造車
  - クモハ51800 ← クモハ51042
  - クモハ51802 ← クモハ51054

- - クモハ51850 ← クモハ51202
  - クモハ51852 ← クモハ51204

- 第2次改造車
  - クモハ51804 ← クモハ51004
  - クモハ51806 ← クモハ51006
  - クモハ51808 ← クモハ51007
  - クモハ51810 ← クモハ51008
  - クモハ51812 ← クモハ51009

- - クモハ51814 ← クモハ51012
  - クモハ51816 ← クモハ51017
  - クモハ51818 ← クモハ51018
  - クモハ51820 ← クモハ51020
  - クモハ51822 ← クモハ51022

- - クモハ51824 ← クモハ51024
  - クモハ51826 ← クモハ51050
  - クモハ51828 ← クモハ51052
  - クモハ51830 ← クモハ51073

### 便所設置改造
長距離運用が行なわれる飯田線で使用されていたクハ68形に1961年からトイレの取付けが開始された。最初に改造されたのは、同年に転入したクハ68064であったが、その後1966年から1967年にかけて転入した9両に施工された。改造当初は原番のままだったが、1968年5月に、その時点で改造済みだった10両が400番台に改番された。番号は運転台の向きに応じて奇数、偶数が付されたが、クハ68409はどういう訳か下り（偶数）向きの奇数番号車という異端車となった。種車は、原形の半流形クハ68形ばかりでなく、クロハ59形やクハ55形を出自に持つ平妻車まで多岐にわたる。本改造は1972年と1974年にも追加で実施され、最終的に16両が本番台となった。
- 1968年改番（10両）
  - クハ68400 ← クハ68040
  - クハ68402 ← クハ68032
  - クハ68404 ← クハ68030
  - クハ68406 ← クハ68034
  - クハ68408 ← クハ68054
  - クハ68410 ← クハ68046

- - クハ68401 ← クハ68007
  - クハ68403 ← クハ68003
  - クハ68405 ← クハ68009

- - クハ68409 ← クハ68064

- 1972年改造（3両）
  - クハ68412 ← クハ68106
  - クハ68414 ← クハ68100

- - クハ68407 ← クハ68077

- 1974年改造（3両）
  - クハ68416 ← クハ68026
  - クハ68418 ← クハ68066
  - クハ68420 ← クハ68094

### 耐寒耐雪改造
仙石線や新潟地区に転出した51系に対し、以下のような耐寒耐雪改造が実施された。
- グローブ型ベンチレーターを押し込み型ベンチレーターに取り替え（仙石線）
- 耐雪カバーを取り付けたタイフォンを運行表示窓に移設（新潟地区）
- スノープラウを取り付け（新潟地区）

## 運用

### 関東地区

#### 中央線急行電車
51系電車が最初に投入されたのは中央線急行だった。1936年（昭和11年）から1937年にかけてモハ51形が26両新製され、全車浅川寄りの先頭車として使用を開始した。
現在の中央線は常に新車が投入されるが、当時の新車は京浜線が優先で、中央線は旧型車主体（初期の鋼製車である17 mの30系や木造付随車などが多く配属された）であった。こうしたことから、20 mで3扉セミクロスシートのモハ51形は、客室からの見晴らしがいい半室運転台構造とあいまって、大人から子供まで幅広い人気を獲得した。しかしながら、編成は木造車や30系を交えた凸凹編成で、特にモハ51形の後部に木造のサハ25形が連結されていた場合などは、同一形式で編成を組む現在の電車からは想像できないほどのアンバランスぶりを発揮していた。

#### 横須賀線
51系の最終増備は太平洋戦争中の1943年（昭和18年）に横須賀線に登場したモハユニ61形であった。車両の投入計画そのものは1939年（昭和14年）頃からあったが、後回しにされてしまい、戦時下の登場となってしまった。そのため、座席がロングシートとされたり、各部の工作が簡略化されるなど戦時設計となった。また、電装品の不足により、全車が制御車代用で落成した。戦後に61002・61003は飯田線へ、電装化された61001は身延線へ転出した。
戦後の1963年からは2扉の42系・32系・52系が3扉化改造され、51系に編入された。改造車が横須賀線で使用された期間は短く、113系の投入に伴い、1965年までにクモハ51形200番台が身延線および飯田線に、クモハ50形が飯田線に、クハ68形200番台、210番台が70系とともに新潟地区に、サハ58形が京阪神緩行線と岡山地区にそれぞれ転出している。

### 関西地区

#### 京阪神緩行線
51系は中央線に引き続いて大鉄局向けにも投入され、1937年（昭和12年）には京都駅 - 吹田駅間の電化開業を控えた東海道本線・山陽本線の普通電車（京阪神緩行線）に投入された。中央線への投入はモハ51形のみであったが、京阪神緩行線にはモハユニ61形を除く全形式が投入され、同一形式による編成美を見せることになった。51系の投入は1941年（昭和16年）まで行われた。
当初は京都電化開業用として新設の明石電車区に配属されるが、一部の車両は宮原電車区にも配属され、急行電車に投入されたこともある。
第二次大戦中は戦時改造でロングシート化された車両も登場したが、戦後はクロスシートへの復元や40系ロングシート新製車のクロスシート化も行われた。この過程で阪和線に転出していた51073と郵便荷物合造車以外の全車が京阪神緩行線に集結することになり、51系は1951年から投入された70系ともども京阪神緩行線の主力車種となった。
1970年代に入っても明石・高槻の両区にクモハ51形が少数残留していたほか、旧クロハ69形のクハ55形150番台がほぼ全車明石に配属（阪和線に転出して1974年に廃車となった55151を除く10両）され、72系に伍して1950年代の黄金時代の名残を見せていた。103系の投入により1976年に51系の運用を終了した。

#### 城東線・片町線
51系は淀川電車区にも新製配置され、城東線（後の大阪環状線）や片町線の輸送力増強に充当された。第二次大戦後に京阪神緩行線へ転出した。

#### 阪和線
阪和線には阪和形電車を置き換えるため3扉ロングシートの40系が転入したが、51系からもクモハ42形改造のクモハ51073が投入された。同車は3扉化・片運転台化・出力強化の改造を行い、阪和形電車や同時期に出力強化改造を施されたモハ61形、1955年に登場した70系に伍して長期間阪和線で使用された。後年オレンジ色に塗り替えられた。
クモハ51073は1970年の72系転入により身延線に転用され、低屋根化改造を受けてクモハ51830となった。

### 中部・信越・東北地区

#### 新潟・長野地区
新潟地区や長野地区などでは、クハ68形が70系の制御車として活用された。新潟地区向け車両の塗装は黄色と赤の通称「新潟色」に変更された。1978年に信越本線長野地区・篠ノ井線、新潟地区各線区（信越本線・上越線・白新線・羽越本線）ともに115系に置き換えられた。

#### 飯田線
飯田線には1960年代より51系を含む戦前型国電が転入し、42系や流電52系など多数の形式とともに使用された。51系ではクモハ51・54形、クハ68形が主に使用されている。塗装は1960年代後半に横須賀色に統一された。クモハユニ64000は1978年に飯田線へ転入し（前出）、数十年間別離していた同系車（クハユニ56011, 56012）に再会した。
1983年の119系投入により運行を終了した。なお、飯田線での営業運行が終了後、残留していた車両が全車廃車されたのは、翌1984年であった。

#### 身延線
身延線は飯田線とともに戦前製国電の転用先線区の1つとなったが、狭小トンネル対応のため使用車両は低屋根化改造がなされていた。塗装は横須賀色となった。
115系2000番台の投入により1981年に運用を終了した。

#### 大糸線
大糸線では1960年代より3扉ロングシートの40系転入車が使用されていたが、1971年より仙石線からクモハ54形3両が転入した（上段「クモハ54101」の写真も参照）。塗装はスカイブルーに変更された。115系への置き換えにより1981年に運用を終了した。

#### 仙石線
仙石線には1960年代に51系が転入し、転入車は耐寒耐雪改造が実施された。塗装はウグイス色となり、快速列車用として運用された。72系の転入により1977年に運用を終了した。

### 中国地区

#### 岡山地区
岡山地区では宇野線や赤穂線、山陽本線などで運用された。115系や80系への置き換えで1976年に運用を終了した。

#### 福塩線
福塩線福山駅 - 府中駅間の電化区間用に転用された51系は、1971年以降は塗装を青20号に変更して運用されていた。1977年に70系電車が転入し、福塩線での51系の運用は終了した。1981年には70系も105系へ置き換えられている。

#### 宇部・小野田線
宇部線・小野田線へ転用された51系は、同線の旧性能電車とともに1974年より前面下部に黄色の警戒色が追加された。1981年の105系新製投入に伴い、小野田線本山支線用のクモハ42形3両を除いて置き換えられた。

## 廃車
使い勝手のいい51系は、転出先の各路線においても、40系や42系などの戦前型車両と編成を組んで活躍した。しかしながら1970年代半ばになると登場以来40年近く経過して老朽化が覆い隠せない状態となり、置き換えが開始されるようになった。最後まで残った飯田線用車両が1984年に廃車となり、形式消滅した。
- 1964年（昭和39年）度
  - クモハ50形 : 50006（東フナ・事故廃車）

- 1967年（昭和42年）度
  - クハ68形 : 68048, 68088（名カキ・事故廃車）

- 1968年（昭和43年）度
  - クモハ51形 : 51048（中ウヘ・事故廃車）

- 1969年（昭和44年）度
  - クモハ54形 : 54113（大アカ）

- 1974年（昭和49年）度
  - クハ55形 : 55151（天オト）

- 1975年（昭和50年）度
  - クモハ51形 : 51010（大タツ）, 51028, 51038（大アカ）, 51030（長キマ）, 54105, 54107（仙リハ）

- 1976年（昭和51年）度
  - クモハ51形 : 51001, 51003, 51005, 51039, 51075, 51080, 51083, 51087, 51206, 51208（岡オカ）, 51056（大タツ）
  - クモハ54形 : 54004（仙リハ）
  - クハ55形 : 55153, 55155, 55157, 55159, 55161, 55163, 55165, 55167, 55169, 55171（大アカ）
  - クハ68形 : 68005, 68015, 68021, 68028, 68044, 68050, 68084, 68092, 68104（新ナカ）, 68060, 68086（仙リハ・事故廃車）, 68062（岡フチ）, 68090（長モト）
  - サハ58形 : 58000, 58010, 58011, 58020, 58021, 58050（岡オカ）
  - クモヤ492形・クモヤ493形 : 1（水カツ）

- 1977年（昭和52年）度
  - クモハ51形 : 51032（長キマ）, 51035, 51043, 51045, 51047, 51049, 51051, 51053, 51055, 51057, 51062, 51066, 51067, 51068（岡フチ）
  - クモハ54形 : 54103（仙リハ・事故廃車）
  - クハ68形 : 68024, 68036, 68070, 68072, 68074, 68078, 68080, 68096（岡フチ）, 68056, 68058, 68082, 68097, 68099, 68101, 68102, 68111, 68200（長モト）

- 1978年（昭和53年）度
  - クモハ50形 : 50000, 50002, 50004（静トヨ）
  - クモハ51形 : 51015, 51019, 51021, 51027, 51046, 51069（静トヨ）, 51037（岡フチ）
  - クモハ54形 : 54007, 54008, 54009, 54104, 54121, 54123, 54127（静トヨ）
  - クハ68形 : 68013, 68068, 68098, 68401, 68402（静トヨ）, 68407（静ママ）, 68023, 68052, 68075（長モト）, 68210, 68211（新ナカ）

- 1979年（昭和54年）度
  - クモハ51形 : 51023, 51044（静トヨ）
  - クモハ54形 : 54119（静トヨ）
  - クハ68形 : 68038（静トヨ）
  - クモヤ93形 : 93000（南チタ）

- 1981年（昭和56年）度
  - クモハ51形 : 51013, 51014, 51025, 51804（長キマ）, 51031, 51036, 51040, 51041（広ウヘ）, 51800, 51802, 51806, 51808, 51810, 51812, 51814, 51816, 51818, 51820, 51822, 51822, 51824, 51826, 51828, 51830, 51850, 51852（静ヌマ）
  - クモハ54形 : 54005, 54101, 54109（長キマ）
  - クハ68形 : 68001, 68011, 68017（長キマ）, 68019, 68093, 68095, 68103, 68107, 68109（静ヌマ）

- 1983年（昭和58年）度
  - クモハ50形 : 50008（静ママ）
  - クモハ51形 : 51029, 51200（静ママ）
  - クモハ54形 : 54001, 54002, 54006, 54106, 54108, 54110, 54111, 54112, 54117, 54125, 54129, 54131, 54133（静ママ）
  - クモハユニ64形 : 64000（静ママ）
  - クハ68形 : 68042, 68400, 68403, 68404, 68405, 68406, 68408, 68409, 68410, 68412, 68414, 68416, 68418, 68420（静ママ）
  - クハユニ56形 : 56001, 56002, 56003, 56004, 56011, 56012（静ママ）